# Micah Parsons
Micah Aaron Parsons (nascido em 26 de maio de 1999) é um jogador profissional de futebol americano que atua como linebacker pelo Dallas Cowboys, uma das franquias da National Football League (NFL). Ele jogou futebol americano universitário na Penn State, onde venceu diversos prêmios e homenagens como estudante de segundo ano em 2019, antes de ser selecionado por Dallas na primeira rodada do Draft de 2021 da NFL. Durante sua carreira profissional, foi selecionado duas vezes Pro Bowl e All Pro, nos anos de 2021 e 2022. É considerado por muitos, um dos principais edges linebackers atuantes na liga.

## Vida

### Nascimento & Ensino Médio
Parsons nasceu em Harrisburg, Pensilvânia, em 26 de maio de 1999. Ele frequentou a Central Dauphin High School em seu primeiro e segundo ano antes de se transferir a Harrisburg High School, onde atuou tanto como defensive end quanto na posição de running back. Em seu último ano, Parsons correu para 1.239 jardas e 27 touchdowns; além de acumular um total de 91⁄2 sacks e uma interceptação. Além disso, Parsons também jogou basquete na equipe do seu colégio no ensino médio.

### Transição a Universidade
Antes de ingressar em uma universidade, ele possuía cinco estrelas e foi classificado em 4º lugar em sua classe pela 247Sports.com e em 7º pela ESPN. Parsons foi recrutado por Nebraska, Georgia, Oklahoma, Ohio State, Alabama e Penn State. No entanto, em 19 de dezembro, foi relatado que a Universidade de Ohio - Ohio State - cometeu violações da NCAA - National Collegiate Athletic Association, já que a universidade permitiu que Parsons, no set do College GameDay da ESPN, tirasse uma foto com o analista Kirk Herbstreit e, dado o fato de que Herbstreit era um quarteback formado por Ohio State, aquilo seria uma violação das regras da NCAA, já que recrutas não poderiam ter contato com membros da imprensa associados a ex-alunos-atletas. Como resultado, Ohio State concordou em não recrutar Parsons.
Em 20 de Dezembro de 2017, se comprometeu formalmente a Penn State, e se formou na Harrisburg High School sete meses antes de modo a acelerar seu processo de inscrição.

## Universidade
Após se comprometer a Penn State, Parsons foi informado pelo técnico James Franklin que ele iniciaria sua carreira na como middle linebacker, ao invés de defensive-end, posição que atuava no colégio. 
Em seu primeiro ano, Parson foi titular em apenas uma partida pela equipe de futebol americano da Penn State, Nittany Lions, mas conseguiu liderar o time em tackles com 82. Ele se tornou o primeiro jogador da Nittany Lion a liderar o time em tackles como um calouro.
Antes do início da temporada, Parsons foi nomeado para a lista de observação da pré-temporada do Prêmio Butkus - destinado ao melhor jogador na posição de linebacker tanto do universitário quanto do colegial - Em seu segundo ano, ele registrou 109 tackles, cinco sacks, três passes desviados e três fumbles forçados. Parsons também foi nomeado o Butkus-Fitzgerald Linebacker do Ano e um Consensus All-American. Além disso, ele foi premiado como o MVP defensivo de 2019 do Cotton Bowl Classic, após realizar 14 tackes, dois sacks e dois fumbles forçados. 
Parsons foi nomeado o MVP defensivo 2019 Cotton Bowl Classic após registrar 14 tackles, dois sacks e dois fumbles forçados.  Em 2020, Micah optou por sair devido a preocupações em relação à Pandemia de COVID-19, e também para se preparar ao Draft 2021 da NFL. 

### Universidade
| Carreira Universitária |              |             |          |         |         |         |         |         |               |               |               |               |        |        |
| Ano                    | Universidade | Conferência | Posição  | Tackles | Tackles | Tackles | Tackles | Tackles | Interceptação | Interceptação | Interceptação | Interceptação | Fumble | Fumble |
| Ano                    | Universidade | Conferência | Posição  | Solo    | Ast     | Tot     | Loss    | Sk      | Int           | Yds           | TD            | PD            | FR     | FF     |
| 2018                   | Penn State   | Big-Ten     | LB       | 47      | 35      | 82      | 4.0     | 1.5     | 0             | 0             | 0             | 0             | 0      | 2      |
| 2019                   | Penn State   | Big-Ten     | LB       | 52      | 57      | 109     | 14.0    | 5.0     | 0             | 0             | 0             | 5             | 1      | 4      |
| Carreira               | Carreira     | Carreira    | Carreira | 99      | 92      | 191     | 18.0    | 6.5     | 0             | 0             | 0             | 5             | 1      | 6      |

Fonte: Sports-reference.com

## Carreira Profissional
Parsons foi selecionado na primeira rodada do Draft da NFL (décima-segunda escolha geral) pelo Dallas Cowboys em 2021. Ele assinou um contrato de novato de quatro anos, valendo US$ 17 milhões de dólares. Ele rapidamente se destacou como um defensor versátil e ágil.

### Estatísticas
| Ano      | Time     | Jogos | Jogos   | Tackles | Tackles | Tackles | Tackles | Fumbles | Fumbles | Fumbles | Fumbles | Interceptações | Interceptações | Interceptações | Interceptações |
| Ano      | Time     | Disp  | Titular | Cmb     | Solo    | Ast     | Sck     | FF      | FR      | Jardas  | TD      | Int            | Jardas         | TD             | PD             |
| -------- | -------- | ----- | ------- | ------- | ------- | ------- | ------- | ------- | ------- | ------- | ------- | -------------- | -------------- | -------------- | -------------- |
| 2021     | DAL      | 16    | 16      | 84      | 64      | 20      | 13.0    | 3       | 0       | 0       | 0       | 0              | 0              | 0              | 3              |
| 2022     | DAL      | 17    | 17      | 65      | 42      | 23      | 13,5    | 3       | 3       | 36      | 1       | 0              | 0              | 0              | 3              |
| 2023     | DAL      | 17    | 17      | 64      | 36      | 28      | 14,0    | 1       | 1       | 0       | 0       | 0              | 0              | 0              | 2              |
| 2024     | DAL      | 13    | 13      | 43      | 30      | 13      | 12,0    | 2       | 0       | 0       | 0       | 0              | 0              | 0              | 1              |
| Carreira | Carreira | 63    | 63      | 256     | 172     | 84      | 52,5    | 9       | 4       | 36      | 1       | 0              | 0              | 0              | 9              |

## Ligações externa
- Biografia Micah Parsons na PennState